# Astragalus koelzii
Astragalus koelzii är en ärtväxtart som beskrevs av Rupert Charles Barneby. Astragalus koelzii ingår i släktet vedlar, och familjen ärtväxter. Inga underarter finns listade i Catalogue of Life.